# Superman's Girl Friend, Lois Lane
Superman's Girl Friend, Lois Lane è stata una serie a fumetti pubblicata mensilmente dalla DC Comics e incentrata sul personaggio immaginario di Lois Lane, tra i protagonisti delle storie a fumetti di Superman. L'interpretazione di Kurt Shaffenberg di Lois Lane fu citata da molti come la versione "definitiva" del personaggio. Catwoman ebbe la sua prima comparsa nella Silver Age nel n. 70 della serie (novembre 1966). Dagli anni settanta, le storie cominciarono a sviluppare alcune consapevolezza sociali: Lois divenne meno fissata sul romanticismo, e altro nei numeri correnti. Nella storia  I Am Curious (Black)! nel n. 106 (novembre 1970), per esempio, Lois utilizzò una macchina che le permise di sperimentare il razzismo in prima persona come donna africana americana. Questa serie vide anche il debutto dell'eroina della Silver Age Rose & Thorn in una storia di rinforzo che venne pubblicata dal n. 105 (ottobre 1970) fino al n. 130 (aprile 1973).

## Storia editoriale
La serie esordì nel marzo 1958 e venne pubblicata fino a ottobre 1974, con 137 numeri usciti regolarmente e 2 numeri annuali di 80 pagine.

## Trama
Fin dall'inizio, le storie furono concentrate sull'interesse amoroso di Lois per Superman e il suo tentativo di costringerlo a sposarla, per poi fallire a causa di alcuni cambi di trama. Nei primi anni sessanta, Lana Lang divenne un personaggio regolare della serie per poi scomparire dal n. 29.